# 新梅森探案
《新梅森探案》（英語：Perry Mason）是一部美國時代電視劇，改編自厄爾·史丹利·賈德納創作的角色人物佩瑞·梅森，於2020年6月21日首播。本劇由羅林·瓊斯和朗·費茲傑羅開發和編劇，主演馬修·瑞斯飾演佩瑞·梅森。2020年7月，續訂第二季。2023年6月，在第二季後取消本劇。

## 劇情
該劇主要講述著名的辯護律師佩瑞·梅森的起源故事。1932年，美國其他地區正從經濟大蕭條的陰影中恢復過來的時期，洛杉磯正值繁榮發展。窮困潦倒的私家偵探佩瑞·梅森與歐戰和離婚帶來的精神創傷作鬥爭。他受雇於一件轟動一時的兒童綁架案，他的調查對梅森、他的委托人以及這座城市都有重大的影響。

## 演員
- 馬修·瑞斯 飾 佩瑞·梅森
- 茱麗葉·勞倫斯（英语：Juliet Rylance） 飾 Della Street（英语：Della Street）
- 克里斯·查克（英语：Chris Chalk） 飾 Paul Drake（英语：Paul Drake (character)）
- 希亞·溫漢 飾 Pete Strickland
- 塔緹安娜·瑪斯蘭尼（英语：Tatiana Maslany） 飾 修女Alice McKeegan
- 尊·力高 飾 Elias Birchard "E.B." Jonathan

## 外部連結
- 互联网电影数据库（IMDb）上《新梅森探案》的资料（英文）